# بيت غضبان (بني مطر)

تعديل مصدري - تعديل

بيت غضبان هي إحدى قرى عزلة العروس بمديرية بني مطر التابعة لمحافظة صنعاء، بلغ تعداد سكانها 994 نسمة حسب تعداد اليمن لعام 2004.